# Paul Darbefeuille
Paul Darbefeuille, né à Toulouse le 5 octobre 1852 où il est mort le 27 octobre 1933, est un sculpteur français.

## Biographie

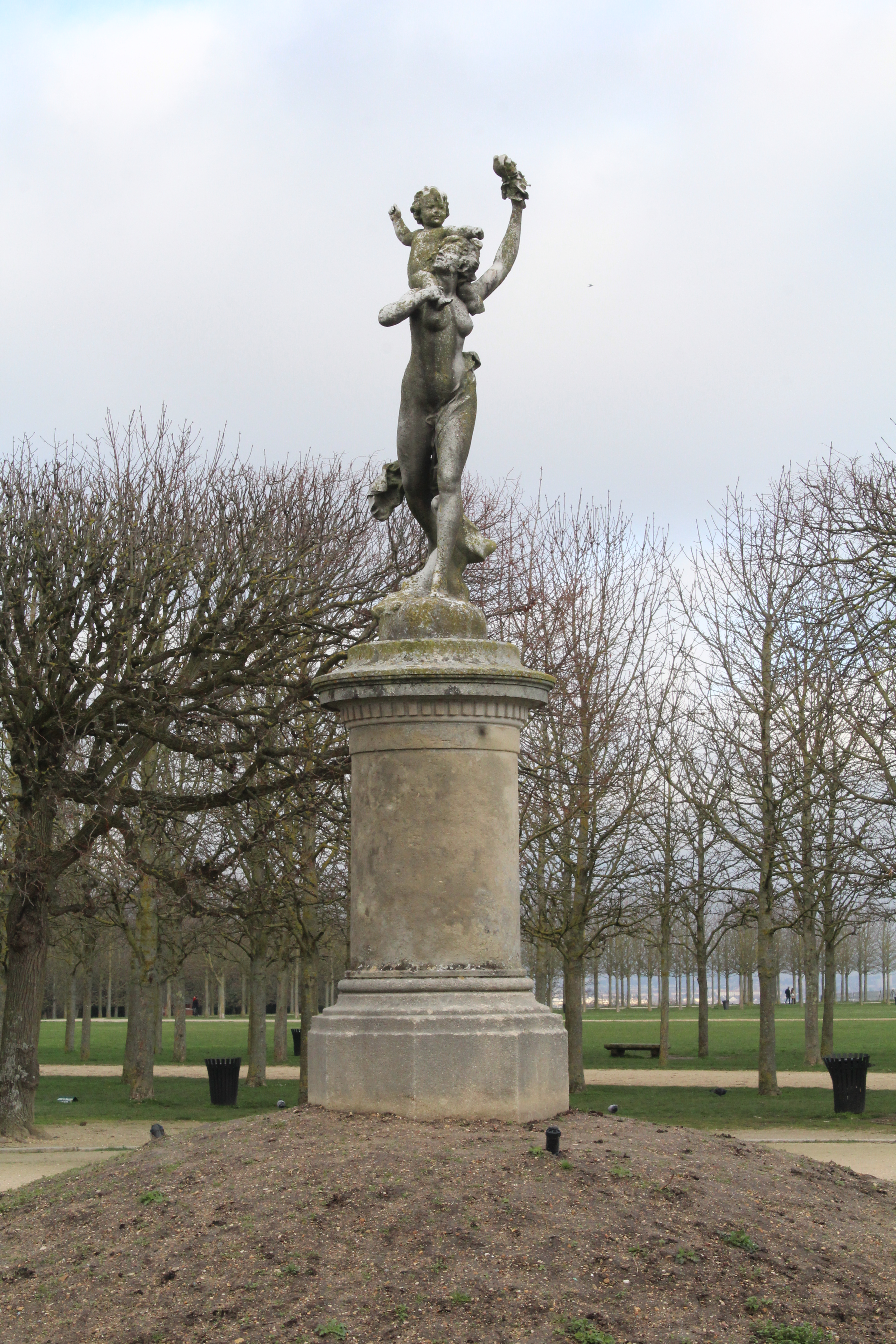
L'Amour et la Folie, sculpture en pierre sur socle, parc du château de Saint-Germain-en-Laye.

Paul Darbefeuille expose au Salon des artistes français dès 1880 et y obtient une mention honorable en 1880, 1881, 1883, 1885 et 1886, une médaille de 2e classe en 1902 et une médaille d'honneur en 1928. Il remporte aussi une médaille de bronze à l'Exposition universelle de 1900.
Une rue de Toulouse porte son nom.
Sa statue La Folie est au Musée du Louvre.